# Bengt Rumert
Bengt Olof Rumert, född 4 november 1913 i Ankarsrum, Kalmar län, död 28 november 1984 i Stockholm, var en svensk art director, reklamtecknare och målare.
Han var son till försäljningschefen Axel Rumert och hans maka Emy, född Eng och från 1952 gift med Inga-Britt Pettersson. Rumert studerade vid Högre konstindustriella skolan i Stockholm 1928–1929 samt under studievistelser i Tyskland 1929–1930, England 1938, Amerika 1946–1947 samt kortare perioder i ytterligare ett 10-tal länder. Hans reklamkonst har varit inriktad mot svensk exportindustri och består av bilder utförda i olja, akvarell, gouache samt teckningar. Som bildkonstnär har han medverkat i några samlingsutställningar.